# 東南水泥

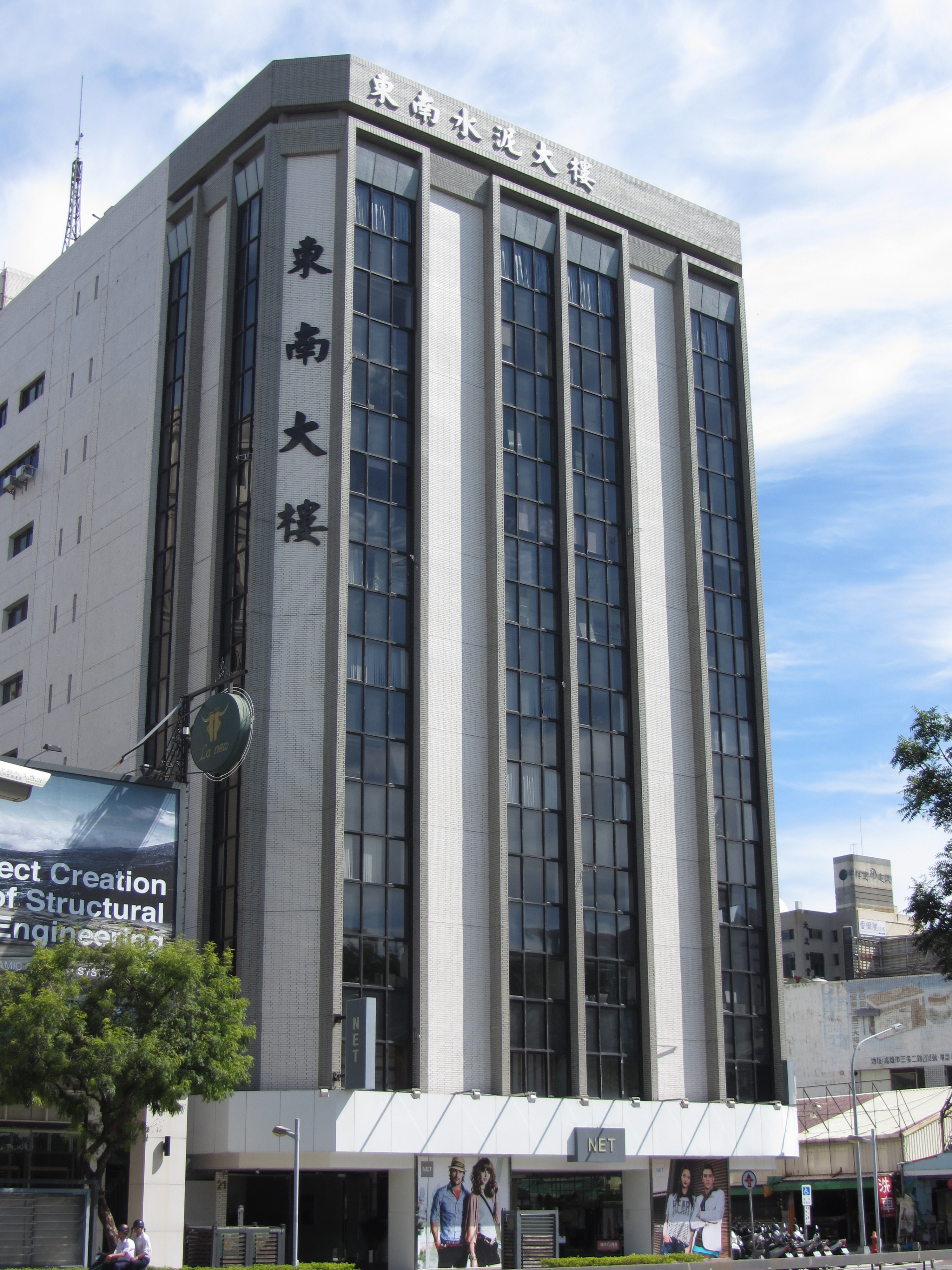
東南水泥總部大樓

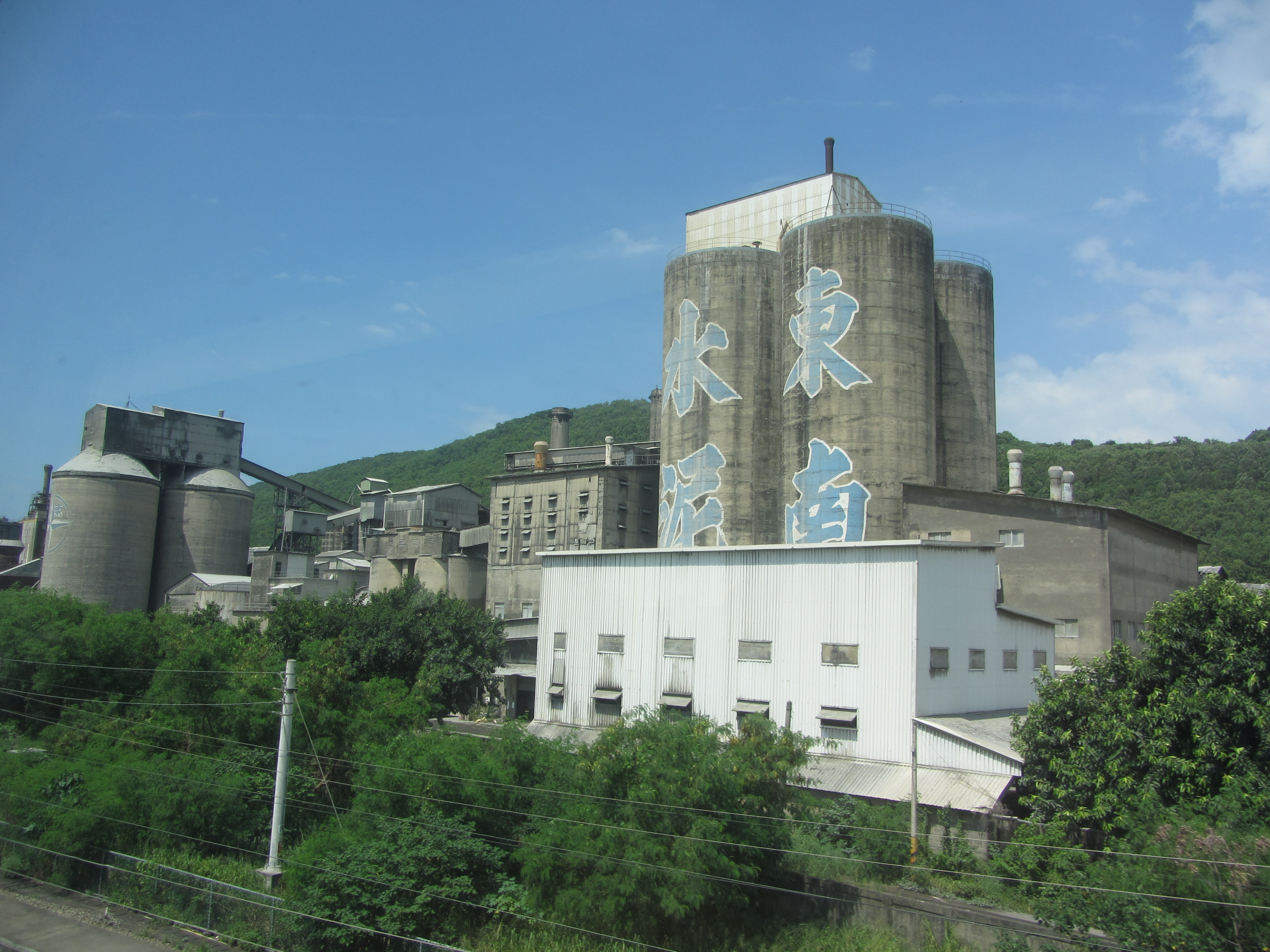
高雄市楠梓區半屏山旁的東南水泥高雄廠

東南水泥，簡稱東泥，是台灣一家水泥公司，1956年成立，總部設於高雄市。

## 歷史
東南水泥由陳江章等人於1956年12月28日在高雄市成立，並且將水泥廠設於半屏山麓，產製卜特蘭第一型水泥，由陳江章擔任首任董事長。高雄廠第一、二、三號窯分別於1958年3月、1960年11月和1966年11月竣工運轉，1964年6月分別於台北、台中、高雄設廠，製造各種水泥製品及預拌混凝土。1967年8月，水泥產品首次外銷，同年9月，第四號窯裝設西德進口全套自動控制懸浮式預熱設備，年產水泥量累增為1,100,000公噸，並於1990年10月完成生產自動化及製程監控電腦化改善系統，日產水泥量提高為3,300公噸。

1966年11月創設東南造紙公司，產製各種工業用紙及紙袋，位於高雄市區的新建總部大樓在1981年10月落成啟用。東南水泥於1982年接管經營正泰水泥廠，兩公司合計年產水泥量累增為1,500,000公噸。1994年10月股票在臺灣證券交易所上市。2003年7月，高雄廠開始產製高爐石粉，同年12月於模里西斯投資設立控股公司，透過該公司間接投資大陸地區嘉新京陽水泥有限公司股權。2009年將公司於1990年成立的東興證券，以新台幣11.46億元賣給台新金控，於2010年4月9日完成併購手續，同年4月14日正式更名為台新綜合證券。陳敏賢於2009年病逝後，由陳江章另一子陳敏斷接任董事長至今。2011年，公司董監改選，爆發家族內鬨，創下東泥成立五十五年來股東會開最久的紀錄。

2016年，位於楠梓區半屏山下的廠區因環境汙染問題嚴重，累積近兩年違法達二十一次，並引來周圍居民及學校師生的抗議，後被高雄市政府環境保護局裁罰，並勒令停工，至2016年底，試車狀況連連依舊不准復工。2017年5月，公司宣布將於2018年底終止水泥廠前端旋窯操作製程，轉型為熟料研磨營運，以降低對周遭環境的污染。
2021年11月30日，東南水泥的高雄仁武廠發生重大的工安意外，一名工人在進行拆除作業時，遭到突然倒塌的噴霧塔活埋，受困於挖土機內，送醫後宣告不治。2022年4月1日，高鐵左營站東北側之東南水泥高雄廠因廠區拆除工程公司未依照其送交高雄市政府工務局核准之拆除計畫書所記載工法，擅自改變施工方式 ，致使預計拆除之儲料槽傾倒壓毀臺灣電力公司高壓電電塔，使供應臺灣高鐵電力之電塔倒塌，造成臺灣高鐵、臺灣鐵路縱貫線南段一度停駛。經臺灣電力公司、臺灣高鐵公司、臺灣鐵路管理局緊急搶修後於晚間恢復正常通車營運。

## 外部連結
- 東南水泥官方網站 （页面存档备份，存于）
- 台灣證券交易所介紹東南水泥[永久]